# Kea (ソフトウェア)
 Keaは、Internet Systems Consortiumによって開発されたオープンソースのDHCPサーバーである。Internet Systems Consortiumは、DHCPdとしても知られるISC DHCPも開発している。KeaとISC DHCPはともに、Internet Engineering Task Force（IETF）が作成した一連の標準であるDynamic Host Configuration Protocol（DHCP）を実装している。Keaソフトウェアは、GitHub、さまざまなISCサイト、多数のオペレーティングシステムパッケージを通じて、ソースコードとパッケージが配布されている。Keaは、 Mozilla Public License 2.0でライセンスされている。 
Keaディストリビューションには、DHCPv4サーバー、DHCPv6サーバー、およびダイナミックDNS（DDNS）サーバーが含まれている。重要な機能としては、IPv6 prefix delegationのサポート、ホスト予約（オプションで別のバックエンドデータベースに格納される場合がある）、PXEブート、クライアント分類、共有ネットワーク、および高可用性（フェイルオーバーペア）などがある。Keaは、ローカルのmemfile、PostgreSQL、MySQL、Cassandraデータベースにleaseの情報を保存できる。Keaには、「hooks」を使用することで、オプションの拡張機能を作成するためのAPIがサポートされている。 
Keaには、Keaサーバー上で実行中のエージェントと統合したStorkと呼ばれる管理用のグラフィカルアプリケーション、Prometheus時系列データストアのためのexporter、データ可視化のためのGrafanaテンプレート、Storkウェブダッシュボードなどがある。Keaと同様に、StorkもMPL 2.0ライセンスでライセンスされている。Storkのダッシュボードは、複数のKeaサーバーを管理するためのシンプルなグラフィック表示を提供している。現在の機能には、サーバーステータス、プール使用率、高可用性ステータス、ホスト予約、および1秒あたりのリースなどがある。Grafanaとの統合により、DHCPメッセージの詳細な統計情報も提供される。Storkは非常に新しいプロジェクトであり、毎月のリリースで機能が追加されている。 